# Paeng
Paeng is een bestuurslaag in het regentschap Bangkalan van de provincie Oost-Java, Indonesië. Paeng telt 1604 inwoners (volkstelling 2010).